# Pichi üñëm
Pichi üñëm é o corpo secundário do asteroide localizado no cinturão principal denominado de 702 Alauda.

## Descoberta e nomeação
Esse objeto foi descoberto no dia 26 de julho de 2007, pelos astrônomos P. Rojo e J. L. Margot usando observações do telescópio de óptica adaptativa do Very Large Telescope, no Observatório Europeu do Sul (ESO), em Cerro Paranal, Chile. Sua descoberta foi nunciada em 2 de agosto de 2007. Ele recebeu a designação provisória de S/2007 (702) 1. A sua designação Permanente I Pichi üñëm, foi atribuída em 12 de outubro de 2011.

## Características físicas e orbitais
Esse objeto orbita o corpo primário há cada 4,9143 ± 0,007 dias a uma distância de 1227 ± 24 km. A massa do sistema é de 6,06×1018 kg. Esse corpo celeste tem um diâmetro estimado de cerca de 3,51 ± 0,9 km.